# سفیدروکل
سفیدروکل که با نام تجاری Fetroja فروخته می‌شود، آنتی‌بیوتیک است که برای درمان عفونت‌های پیچیده دستگاه ادراری در زمانی که هیچ گزینه دیگری در دسترس نیست، استفاده می‌شود. این دارو برای درمان باکتری‌های گرم منفی مقاوم به چند دارو از جمله سودوموناس آئروژینوزا توصیه می‌شود. این دارو به شکل تزریق وریدی تجویز می‌شود.
عوارض جانبی شایع شامل اسهال، واکنش‌های محل تزریق، یبوست و بثورات پوستی است.
سفیدروکل در خانواده سفالوسپورین‌ها قرار دارد. در نوامبر ۲۰۱۹ برای استفاده پزشکی در ایالات متحده و در آوریل ۲۰۲۰ در اتحادیه اروپا تأیید شد. در سپتامبر ۲۰۲۰، سفیدروکل (Fetroja) تاییدیه FDA را به عنوان برنامه دارویی جدید مکمل (sNDA) برای درمان پنومونی باکتریایی اکتسابی بیمارستانی (HABP) و پنومونی باکتریایی مرتبط با ونتیلاتور (VABP) که توسط باکتری‌های گرم منفی ایجاد شده و به سایر آنتی‌بیوتیک‌ها مقاوم است، دریافت کرد. این دارو در فهرست داروهای ضروری سازمان جهانی بهداشت قرار دارد.

## جهت مطالعه
- "Fetcroja: EPAR - Public assessment report" (PDF). آژانس دارویی اروپا (EMA). 27 February 2020. EMA/136096/2020.